# 雷諾二世 (勃艮第)
雷諾二世（法語：Renaud II de Bourgogne，1061年—1097年），勃艮第伯爵，威廉一世的長子，1087年至1097年在位。有人猜測他可能參加過第一次十字軍東征。他的去世地點和去世日期也有爭議。

## 参考文献

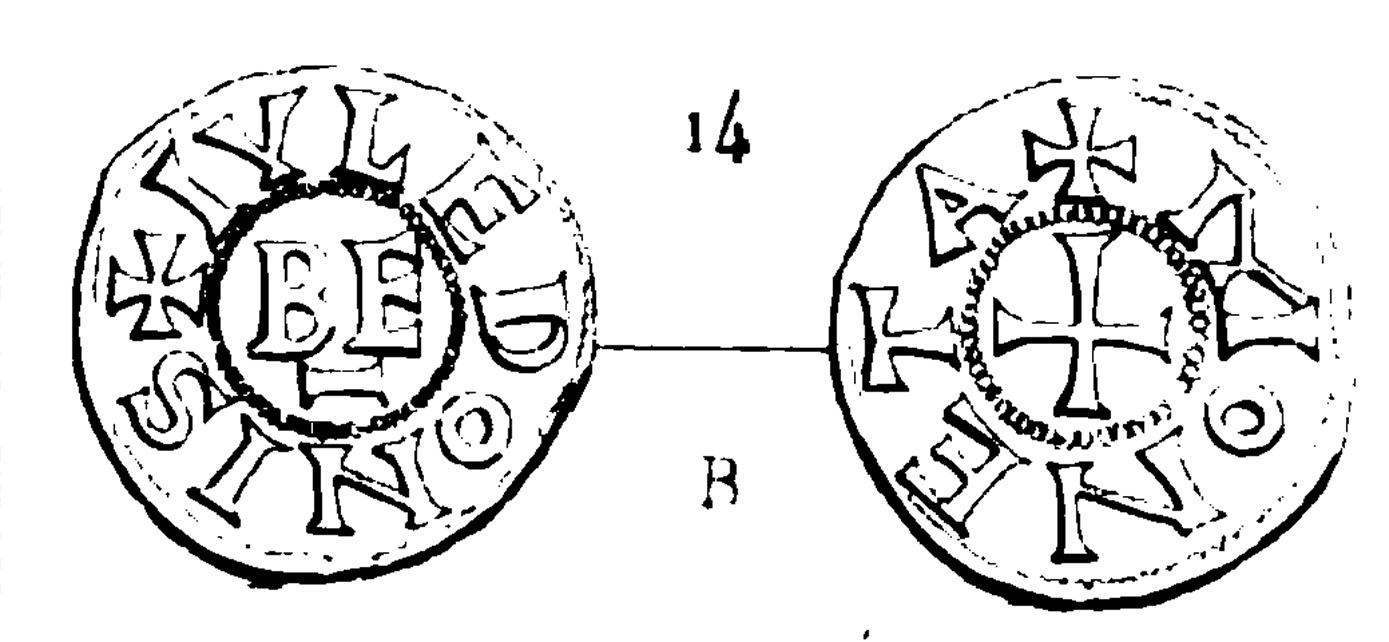
雷諾二世的銀幣